# Маслов-Лисичкін Олег Георгійович
Маслов-Лисичкін Олег Георгійович — радянський, український кінооператор.

## Біографічні відомості
Народився 29 травня 1944 р. в родині робітника.
Закінчив Київський державний інститут театрального мистецтва ім. І. Карпенка-Карого (1979).
Працює на Київській кіностудії ім. О. П. Довженка.
Член Національної спілки кінематографістів України.

## Фільмографія
- «Випадкова адреса» (1972, асистент оператора у співавт.)
- «Дід лівого крайнього» (1973, асистент оператора у співавт.)
- «День перший, день останній» (1978, асистент оператора у співавт.)
- «Ранок за вечір мудріший» (1981, другий оператор у співавт.)
- «Яблуко на долоні» (1981, другий оператор у співавт.)
- «Грачі» (1982, другий оператор у співавт.)

Оператор-постановник
- «Тоді і війна скінчиться» (1983, к/м)
- «Трійка» (1985)
- «Чорна яма» (1987, к/м)
- «Зелений вогонь кози» (1989)
- «Ха-бі-аси» (1990)
- «Луна» (1990)
- «Жінка для всіх» (1991)
- «Чотири листи фанери» (1992)
- «Золоте курча» (1993, відео)
- «Любов сліпа» (2004, 8 с, Росія) та ін.
- «За все тобі дякую» (2005, 8 с)
- «Навіжена»/рос. Сумасбродка (2005, т/с)
- «Дев'ять життів Нестора Махна» (2006, 12 с)
- «За все тобі дякую-2» (2006, 24 с)
- «П'ять хвилин до метро» (2006)
- «Утьосов. Пісня довжиною у життя» (2006, телесеріал)
- «Візьми мене з собою» (2008)
- «Візьми мене з собою-2» (2009)
- «1943» (2013, т/с)
- «Сашка» (2014, телесеріал, у співавт.)
- «Сутичка» (2017)
- «Перший хлопець на селі» (2017) та ін.